# Пшевуз (Жарський повіт)
Пшевуз (пол. Przewóz, нім. Priebus) — село в Польщі, у гміні Пшевуз Жарського повіту Любуського воєводства.
Населення — 844 особи (2011).
У 1975-1998 роках село належало до Зеленогурського воєводства.

## Демографія
Демографічна структура станом на 31 березня 2011 року:
|          | Загалом | Допрацездатний вік | Працездатний вік | Постпрацездатний вік |
| -------- | ------- | ------------------ | ---------------- | -------------------- |
| Чоловіки | 420     | 92                 | 300              | 28                   |
| Жінки    | 424     | 82                 | 266              | 76                   |
| Разом    | 844     | 174                | 566              | 104                  |